# Metomen (Wisconsin)
Metomen es un pueblo ubicado en el condado de Fond du Lac en el estado estadounidense de Wisconsin. En el Censo de 2010 tenía una población de 741 habitantes y una densidad poblacional de 8,25 personas por km².

## Geografía
Metomen se encuentra ubicado en las coordenadas 43°46′16″N 88°48′53″O / 43.77111, -88.81472. Según la Oficina del Censo de los Estados Unidos, Metomen tiene una superficie total de 89.83 km², de la cual 89.57 km² corresponden a tierra firme y (0.29%) 0.26 km² es agua.

## Demografía
Según el censo de 2010, había 741 personas residiendo en Metomen. La densidad de población era de 8,25 hab./km². De los 741 habitantes, Metomen estaba compuesto por el 97.98% blancos, el 0.13% eran afroamericanos, el 0.54% eran amerindios, el 0.27% eran asiáticos, el 0% eran isleños del Pacífico, el 0.13% eran de otras razas y el 0.94% pertenecían a dos o más razas. Del total de la población el 0.81% eran hispanos o latinos de cualquier raza.